# Matelea magnifolia
Matelea magnifolia är en oleanderväxtart som först beskrevs av Henri François Pittier, och fick sitt nu gällande namn av R. E. Woodson. Matelea magnifolia ingår i släktet Matelea och familjen oleanderväxter. Inga underarter finns listade i Catalogue of Life.